# レッド・ステイト
『レッド・ステイト』（Red State）は、2011年にアメリカ合衆国で製作されたスリラー映画。日本では「“シッチェス映画祭”ファンタスティック・セレクション」の中の一作として2012年10月27日に公開された。タイトルは共和党支持者の多い「赤い州」を意味する。

## ストーリー
トラヴィス、ビリー・レイ、ジャロッドの高校生三人組は、出会い系サイトで知り合った女性がSEXの相手を探していると知り、大はしゃぎで女性の元へと向かう。ほどなくして女性が住んでいるというトレーラーハウスに到着するが、中から出てきたのは酔っ払いの中年女性だった。せっかく来たのだからと、女性が出したビールを飲む三人。すると強烈な眠気に襲われ、その場に気を失ってしまう。
三人が目を覚ますと、見覚えのない教会で檻に閉じ込められてしまっていた。そこはキリスト教原理主義者の集まりで、教団のリーダーである牧師のクーパーは、性欲に溺れているとして三人を処刑すると言い放つ。この危機的状況からビリー・レイがとっさの隙をついて逃げ出すが、追っ手の信者と撃ち合いになって死ぬ。たまたま教会にやって来た保安官補がその銃声を聞き、ワイナン保安官に通報するが、保安官補も信者に殺される。この事態を知った保安官は、クーパーに同性愛の現場写真を妻に送ると脅されたために黙って自殺しようとするが、思い直してアメリカ政府に救助を要請、特殊部隊が現場に向うことになる。
こうして教会の周りをATFの特殊部隊が取り囲み、すぐに事態は収拾されるものと思われたが、ビリー・レイの死体とともに死んだふりをしていたトラヴィスが銃を持って脱出したところを、怯えた保安官が誤って撃ち殺してしまったことをきっかけに、事態は急変する。教会の地下には教団が隠し持っている銃火器が大量に保管されており、信者たちはそれを手に取ると特殊部隊に応戦し始める。一方ATF側も自分たちの側から発砲したという失態を隠すため、人質など関係なく、教会内の人間をテロリストとして全員抹殺することを決める。田舎町での人質救出作戦は、激しい銃撃戦という最悪の結果に発展してしまう。
この事態に、教会の信者でクーパーの孫娘に当たるシャイアンは、教会内の幼い子供たちだけでも救おうと、人質の中で唯一残ったジャロッドに仲介役として事情を説明するように頼むが拒否される。その様子を見たシャイアンの母サラともめたシャイアンは誤ってサラを撃ち殺してしまう。そしてジャロッドを連れて投降するが、その場で二人とも射殺される。
激しい銃撃戦で双方に次々と死者が出る中、現場に異常なラッパ音が響き渡る。これを神の啓示と思ったクーパーらは武器を捨てて特殊部隊らの前に現れ、今日こそが「最後の審判」なのだと持論を展開し、現場の指揮官キーナンに詰め寄る。
結局、クーパーらは逮捕されるが、「テロリスト」として裁判にかけられることなく収監され、社会的に抹殺される。異常なラッパ音は教団と対立していた学生らのただの悪戯だった。

## キャスト
役名、俳優、日本語吹替。
- トラヴィス - マイケル・アンガラノ（三宅貴大）
- シャイアン - ケリー・ビシェ（宗川めぐみ）
- ビリー・レイ - ニコラス・ブラウン（佐々木啓夫）
- ジャロッド - カイル・ガルナー（山崎健太郎）
- ジョセフ・キーナン - ジョン・グッドマン（石田太郎）
- サラ - メリッサ・レオ（渡辺育子）
- アビン・クーパー - マイケル・パークス（佐々木梅治）
- ブルックス捜査官 - ケヴィン・ポラック
- ワイナン保安官 - スティーヴン・ルート
- ハモンド捜査官 - パトリック・フィッシュラー